# Kosma III (patriarcha Aleksandrii)
Kosma III (zm. 1746) – prawosławny patriarcha Aleksandrii w latach 1737–1746.  